# Tolna sinifera
Tolna sinifera är en fjärilsart som beskrevs av George Francis Hampson 1913. Tolna sinifera ingår i släktet Tolna och familjen nattflyn. Inga underarter finns listade i Catalogue of Life.